# Mookgophong
Mookgophong (officieel Mookgophong Local Municipality) is een gemeente in het Zuid-Afrikaanse district Waterberg.
Mookgophong ligt in de provincie Limpopo en telt 35.640 inwoners.

## Hoofdplaatsen
Het nationaal instituut voor de statistiek, Stats SA, deelt sinds de census 2011 deze gemeente in in 4 zogenaamde hoofdplaatsen (main place):
Mookgophong (ou naam: Naboomspruit) • Mookgophong Munic NU • Roedtan • Thusang.